# Francis Tyler
Francis William Tyler, noto Frank (11 dicembre 1904 – 11 aprile 1956) è stato un bobbista statunitense.

## Biografia
Ai V Giochi olimpici invernali (edizione disputatasi nel 1948 a Sankt Moritz, Svizzera) vinse la medaglia d'oro nel Bob a quattro con i connazionali Patrick Martin, Edward Rimkus e William D'Amico partecipando per la nazionale statunitense II, superando la nazionale belga a l'altra statunitense (medaglia d'argento e medaglia di bronzo).
Il tempo totalizzato fu di 5:20,1, con un breve distacco dagli altri due tempi:  5:21,3 e 5:21,5